# Oxira perrufa
Oxira perrufa là một loài bướm đêm trong họ Noctuidae.